# راي ساندوفال
راي ساندوفال (بالإسبانية: Ray Sandoval) (13 فبراير 1995 بليما في بيرو - ) هو لاعب كرة قدم بيروفي في مركز الهجوم. لعب مع نادي سبورتينغ كريستال.

## وصلات خارجية
- راي ساندوفال على موقع قاعدة بيانات كرة القدم.إي يو (الإنجليزية)
- راي ساندوفال على موقع Soccerway.com (الإنجليزية)
- راي ساندوفال على موقع AS.com (الإسبانية)